# Лежен-Юнг, Пауль
Пауль Лежен-Юнг (нем. Paul Lejeune-Jung; 16 марта 1882, Кёльн — 8 сентября 1944, Берлин) — немецкий экономист и политик. Участник заговора против Адольфа Гитлера.

## Семья и образование
Предками Лежен-Юнга были гугеноты, эмигрировавшие в Германию из Франции. Его семье, традиционно исповедовавшей протестантизм, принадлежала аптека в Берлине. Однако мать Пауля была католичкой из Рейнской области, и её дети были крещены по католическому обряду. Отец служил капитаном в английском морском торговом флоте. Семья жила в Гамбурге и Кёльне (где родился Пауль), а затем переехала в город Ратенов в Бранденбурге, где отец скончался в 1889.
Пауль Лежен-Юнг получил среднее образование первоначально в реальной гимназии в Ратенове, а затем (по желанию матери) — в гуманитарной гимназии «Теодорианум» в католическом Падерборне, которую окончил в 1901. Изучал теологию и готовился к принятию сана священника, но после нескольких семестров оставил богословское образование. Слушал лекции по философии и истории в Боннском университете, где его учителем был медиевист Алоиз Шульте, под руководством которого Лежен-Юнг защитил докторскую диссертацию на тему: «Вальтер фон Палеариа, канцлер норманно-гогенштауфенской империи». Затем изучал экономику и экономическую историю в Берлинском университете.

## Экономическая деятельность
В 1907—1909 работал ассистентом в области экономики в Имперском колониальном учреждении (Reichskolonialamt) и в Немецком колониальном обществе. С 1910 начал работать в целлюлозно-бумажной промышленности (фирма Feldmühle AG), где достиг профессиональных успехов. В 1913 он женился на дочери торговца из Бреслау Хедвиге, урождённой Фольтманн; в их семье было восемь детей. Во время Первой мировой войны работал в отделе шерстяных материалов управления сырья Прусского военного министерства, а в 1921 стал коммерческим директором Союза немецких целлюлозных предприятий.

## Политик
Вступив в правую Немецкую национальную народную партию (НННП), был избран в 1924 депутатом рейхстага от Бреслау (стал единственным католиком, представлявшим в рейхстаге среднюю Силезию). Являлся членом и председателем комитета рейхстага по торговой политике, принимал участие в Международных парламентских конференциях в Лондоне (1926), Рио-де-Жанейро (1927) и Берлине (1929). В этот период был представителем правых католиков, выступавших с монархических позиций и дистанцировавшихся от партии Центра, поддерживавшей Веймарскую республику и ориентированной на католических избирателей. Впрочем, и в самой Партии центра в это время шла полемика по поводу приемлемости республиканской формы правления, а Лежен-Юнг ещё с 1920 контактировал с её правым крылом. Был одним из авторов проекта создания имперского комитета католиков в рамках своей партии, являлся членом консервативного «Клуба господ».
Принадлежал к умеренному крылу немецких националистов, которое несмотря на своё неприятие республиканской формы правления, достаточно лояльно относилось к Веймарской республике. После победы в партии крайне правого крыла во главе с Альфредом Гугенбергом, вместе с 11 другими депутатами рейхстага в 1929 вышел из НННП. В январе 1930 вошёл в состав Народно-консервативного объединения, которое в июле того же года, совместно с исключённой из НННП группой графа Вестарпа, образовало Консервативную народную партию. Однако на выборах в рейхстаг в сентябре 1930 эта партия получила лишь 4 депутатских мандата, причём Лежен-Юнг не был переизбран.
В июне 1932 он вступил в партию Центра, в которой присоединился к правому крылу. Ещё ранее, в 1931, канцлер Генрих Брюнинг назначил Лежен-Юнга экспертом немецко-французской экономической комиссии. В этом качестве он выступал за тесное экономическое сотрудничество европейских государств, основой которого должно было стать соглашение между Германией и Францией. Полагал, что центральную роль в будущем европейском рынке должны играть химическая, тяжёлая, автомобильная и электрическая промышленность. Однако французские экономические и политические лидеры тогда придерживались протекционистских взглядов и считали, что возможен лишь таможенный союз в сфере сельскохозяйственной продукции.

## Участник антинацистского движения
После прихода к власти нацистов в 1933 Лежен-Юнг отошёл от политической деятельности. Он негативно относился к режиму Гитлера, рассчитывая на то, что суды выступят против нарушений конституции, а вермахт отстранит нацистов от власти. В 1941—1942 он вблизился с консервативной оппозиционной группой, возглавлявшейся бывшим обер-бургомистром Лейпцига Карлом Фридрихом Гёрделером, по просьбе которого в 1943 подготовил экономико-политическую программу для постнацистской Германии. Предлагал жёстко дирижистские меры в экономическую области: государственную собственность на полезные ископаемые, социализацию ключевых отраслей промышленности, введение транспортной, страховой и внешнеторговой монополии. В 1943 участники Сопротивления, среди которых были Гёрделер, Юлиус Лебер, Вильгельм Лёйшнер, Фридрих-Вернер граф фон дер Шуленбург, Йозеф Вирмер и другие, как минимум, дважды обсуждали этот проект в доме Лежен-Юнга. Хотя планы столь радикального огосударствления экономики не были одобрены всеми участниками дискуссий, Гёрделер рассматривал Лежен-Юнга как кандидата на пост министра экономики в будущем правительстве страны.

## Арест и казнь
Лежен-Юнг не участвовал в планировании покушения на Гитлера 20 июля 1944. После его неудачи он был арестован (11 августа 1944) и 7-8 сентября стал одним из подсудимых на процессе над гражданскими участниками заговора, проходившем в Народной судебной палате. 8 сентября был приговорён к смертной казни и через два часа казнён в тюрьме Плётцензее. Перед смертью произнёс: Мой Иисус, милосердия (нем. Mein Jesus, Barmherzigkeit).